# Ellerbeck Peak
Der Ellerbeck Peak ist ein 685 m hoher Berg auf Südgeorgien. Er ragt an der Südseite des Sörling Valley auf der Barff-Halbinsel auf.
Das UK Antarctic Place-Names Committee benannte ihn 1987 nach Lieutenant Commander John Anthony Ellerbeck (* 1943) von der Royal Navy, der im Zuge des Falklandkrieges am 25. April 1982 als Hubschrauberpilot der Endurance durch Beschuss des argentinischen U-Boots Santa Fe an der Rückeroberung Grytvikens beteiligt war.